# Oksana Pushkina
Oksana Viktorovna Pushkina (em russo:  Оксана Викторовна Пушкина, Pushkina na transcrição em inglês, nascida em 10 de maio de 1963, em Petrozavodsk, na Rússia) é uma apresentadora de televisão russa, política e figura pública. Ela é deputada da Duma Estatal da Federação Russa desde 2016. Anteriormente, ela foi delegada pelos direitos da criança no Oblast de Moscou e autora, apresentadora e apresentadora do programa Olhar de Mulher («Женский взгляд»), entre 1999 e 2013.

## Biografia
Oksana Viktorovna Pushkina nasceu em 10 de maio de 1963, em Petrozavodsk, na Rússia. Sua mãe, Svetlana Andreevna, é jornalista de televisão, e seu pai, Viktor Vasilyevich Pushkin, é o técnico da seleção russa de atletismo.[carece de fontes?]

## Carreira na televisão
Em 1979, Oksana Viktorovna Pushkina obteve o diploma em ginástica rítmica e, em 1980, concluiu uma escola de educação geral e música. Em 1985, ela se formou na Faculdade de jornalismo da Universidade do Estado de Leningrado, na Rússia. De 1985 a 1991, ela trabalhou na equipe editorial da juventude da emissora Leningrado TV-5.[carece de fontes?]
Em 1990-1992, Oksana produziu os programas mensais Madame Sucesso (« Госпожа Удача ») e O Homem de Resultados (« Человек результата »). Em 1993, Oksana partiu para um estágio em São Francisco, na Califórnia, nos Estados Unidos, onde trabalhou como correspondente e coordenadora do canal ABC. Depois de estudar administração e marketing de televisão, ela voltou para a Rússia, em 1997.[carece de fontes?]
Em setembro de 1997, ela apresentou uma edição especial do programa Olhar (“Взгляд"), sua primeira transmissão após seu retorno à Rússia, O Retorno de Irina Rodnina (« Возвращение Ирины Родниной »).
Em dezembro de 1997, ela é autora do projeto de TV Histórias de Mulheres de Oksana Pushkina (« Женские истории Оксаны Пушкиной », apresentado no canal ORT (atualmente, Pierviy Kanal). Em setembro de 1999,  Oksana Pushkina deixou o canal.
Um mês depois, ingressou no canal NTV (Rússia), onde apresentou Olhar de Mulher de Oksana Pouchkina (“Женский взгляд Оксаны Пушкиной"). Paralelamente, a ORT lançou o programa “Histórias de Mulheres com Tatiana Pouchkina”, cuja apresentadora homônima se parecia com ela. Oksana Pushkina apresenta seu programa semanal de 27 de outubro de 1999 a 1 de fevereiro de 2013.
Em 2006, ela participou do show Estrelas no gelo, no Pierviy Kanal, com Aleks Yagudin.
Em fevereiro de 2013, ela deixou a NTV e voltou para o Pierviy Kanal, onde apresentou o programa Peço o divórcio («Я подаю на развод»). O programa foi ao ar nos dias úteis de março a outubro de 2013, encerrado por razões inexplicáveis.[carece de fontes?]
Em 2016, Oksana Pushkina voltou à NTV, onde apresentou o programa Espelho para heróis (“Зеркало для героя”). Ela descreve seu retorno às ondas do rádio como o evento principal de 8 de março. Este show foi veiculado de 8 de março a 7 de julho de 2016.[carece de fontes?]

### Defensora dos direitos da criança do Oblast de Moscou
Em 18 de junho de 2015, Oksana Pushkina foi nomeada Delegada para os Direitos da Criança pela Duma Oblast de Moscou, por proposta do Governador do Oblast de Moscou, Andrei Vorobiov.
Nessas funções, ela apoiou notavelmente a criação de apartamentos residenciais para crianças criadas em orfanatos, ou propôs a criação de um centro de crise para receber mães e crianças vítimas de violência doméstica em situação de emergência.

### Membro da Duma
Ela deixa o cargo em 29 de setembro de 2016 devido à sua eleição para a Duma Estatal da Assembleia Federal da Federação Russa. Ela apareceu nas eleições parlamentares russas de 2016 na lista do Partido Rússia Unida, no distrito eleitoral de Odintsovo nº 122 (oblast de Moscou) e foi eleita deputada.
Ela é vice-presidente da comissão para a família, mulheres e crianças.
Oksana Pushkina é a única parlamentar que se posicionou publicamente ao lado de jornalistas que acusam Leonid Slutsky, presidente do Comitê de Relações Exteriores da Duma, de assédio sexual. Ela então lamentou o vácuo legal sobre assédio na legislação russa, e declarou "Esse problema é uma realidade em nosso país. Deve ser regulado por legislação. E eu farei tudo ao meu alcance sobre isso".
De forma mais geral, ela condenou publicamente as desigualdades profissionais entre mulheres e homens na Rússia, e defendeu um projeto de lei para combater a discriminação contra as mulheres, que não estava na agenda do parlamento. Ela também é autora de um projeto de lei sobre o parto em X e outro sobre a obrigação dos pais de cuidar de crianças soropositivas, justificados por recusas de atendimento em famílias tradicionalistas.
Ela participou da preparação do projeto de lei sobre a prevenção da violência doméstica na Federação Russa. De acordo com declarações de seu advogado, no final de novembro, ela pediu ao Ministério de Assuntos Internos da Rússia para investigar o movimento Sorok sorokov, dadas as suas declarações endossando a violência e apelando ao extremismo.

## Programas de televisão
- Madame Success (“Госпожа Удача”) (1992-1993);
- O Homem dos Resultados (“Человек результата”) (1992-1993);
- Histórias de Mulheres de Oksana Pushkina («Женские истории Оксаны Пушкиной») (1997-1999) - ORT;
- Olhar de Mulher («Женский взгляд») (1999-2013) - NTV;
- Peço o divórcio («Я подаю на развод») - Pierviy Kanal;
- Irina Rodina. uma mulher de caráter («Ирина Роднина. Женщина с характером») (2014) - documentário (escritor e diretor), Pierviy Kanal;
- Espelho para o herói (“Зеркало для героя”) (2016) - NTV.

## Atividades sociais
Oksana Pouchkina é membro do conselho político do fundo SPID. Tsentr, cujo objetivo é a prevenção e luta contra a AIDS.

## Prêmios
- Ordem da Amizade (27 de junho de 2007) - por sua grande contribuição para o desenvolvimento da televisão nacional e seus muitos anos de trabalho frutífero.[31]
- Prêmio Nacional de Reconhecimento Público das Conquistas Femininas Olympia da Academia Russa de Negócios e Empreendedorismo (2004).[32]